# Église Saint-Rémi de Floing
L'église Saint-Rémi est une église située à Floing, en France, en partie aménagée pour servir de refuge, au XVIe siècle.

## Description
L'église Saint-Rémi est implantée au cœur du village et est orientée au nord-est. Elle présente un plan allongé. La nef à vaisseau unique est précédée par un massif occidental composé du clocher, au centre, encadré par deux chapelles dont celle des fonts baptismaux, au sud ; l'étage de cet ensemble est occupé par une tribune d'orgue. Le chœur rectangulaire comporte deux travées et se termine par un chevet plat contre lequel est adossée la sacristie. L'escalier droit d'accès aux niveaux supérieurs et à la tribune d'orgue est ménagé à la base du clocher. L'édifice est élevé en moellon calcaire avec chaîne en pierre de taille. Les faces intérieures des murs sont enduites. Le sol de la nef est couvert de carreaux à motifs géométriques et le chœur est planchéié. Les murs du chœur sont percés de baies en plein cintre et ceux de la nef de baies plus vastes à fort ébrasement extérieur : le profil externe est en plein cintre et l'ébrasement concave se termine à mi-mur par un arc en anse-de-panier. Le clocher qui comporte quatre niveaux présente de nombreuses ouvertures de tir dans les trois niveaux supérieurs (certaines aujourd'hui murées mais qui donnaient vers l'ancienne nef) et une cheminée était installée à son premier niveau. Le nef est plafonnée et le chœur est voûté d'ogives (à liernes, tiercerons et clés pendantes pour la seconde travée). Le chœur est fortifié par le biais de deux échauguettes surplombant les deux contreforts est du chœur, deux échauguettes (en partie détruites) à l'aplomb des baies latérales et la nef grâce à de nombreuses petites ouvertures de tir situées au sommet des murs. L'ensemble des couvertures de l'édifice est en ardoise. La nef et le choeur sont couverts d'un toit à longs pans, les échauguettes par des toits coniques, la sacristie par un toit en appentis et le clocher d'une flèche polygonale.

## Localisation
L'église est située sur la commune de Floing, dans le département français des Ardennes, dans une partie du village un peu en hauteur, sur le flanc d'une butte sur laquelle se trouve le mémorial de la guerre de 1870.

## Historique
Le chœur fortifié doit remonter à la fin du 16e siècle ou au début du 17e siècle. La tour du clocher est datée par la tradition de 1715 mais, à la vue de ses ouvertures de tir, il est certain qu'elle est plus ancienne et qu'elle remonte probablement à l'époque du chœur ; sa porte a été reconstruite en 1752 comme l'indique la date à la clé. La nef pourrait avoir été reconstruite au cours du 17e siècle d'après ses baies et ses ouvertures de tir au sommet des murs. L'église était située dans un cimetière fortifiée dont il subsista des tours jusqu'en 1844. Au Moyen Age, le patronage de la cure était exercé par l'abbaye de Saint-Médard de Soissons. Les décimateurs étaient le prieur de Donchery et le curé du lieu.

## service régional de l'inventaire du Grand-Est